# Sthenognatha pyrophora
Sthenognatha pyrophora är en fjärilsart som beskrevs av Erich Martin Hering 1926. Sthenognatha pyrophora ingår i släktet Sthenognatha och familjen björnspinnare. Inga underarter finns listade i Catalogue of Life.